# 2008 en journalisme
Cet article présente les faits marquants de l'année 2008 en journalisme.

## Évènements
- Création du quotidien en ligne Mediapart[1].
- Création du journal satirique Siné Hebdo.
- Création du média en ligne Basta !.
- Création du média en ligne Konbini.